# ヤジュル・ヴェーダ
ヤジュル・ヴェーダ （yajurveda, यजुर्वेद）とは、バラモン教の聖典であるヴェーダの一つ。 

## 概要
祭式において唱えられるヤジュス（yajus 「祭詞」）を収録したもの。yajur は yajus の連音形である。
祭式において行作を担当するアドヴァリユ祭官（adhvaryu）によって護持されてきた:169。
ヤジュスとは、祭式の効力が現れる事を祈って、神格や祭具、供物などに一定の行作と共に呼びかける言葉で、多くは散文で書かれている。祭式の作法や供物の献呈方法など祭式の実務が詠まれている。
韻文の部分は大部分リグ・ヴェーダに同じものが存在するが、散文で書かれた祭文や祈りの文句はヤジュル・ヴェーダに固有のもので、より重要性が高い:177。
成立年代は、紀元前800年を中心とする数百年間と推定されている。

## 分類
パタンジャリの伝えるところによれば101の流派（シャーカー）に分かれて伝承されていたという:169。5種の学派によるサンヒターが現在に伝えられている:175-177:169-170。
1. カタ派によるカータカ・サンヒター (Kāṭhaka-Saṃhitā)
2. カピシュタラ・カタ・サンヒター (Kapiṣṭhala-Kaṭha-Saṃhitā) - 断片のみが残る。
3. マイトラーヤニーヤ派によるマイトラーヤニー・サンヒター (Maitrāyaṇī-Saṃhitā) - 4巻、54編（プラパータカ）から構成される。
4. タイッティリーヤ派によるタイッティリーヤ・サンヒター (Taittirīya-Saṃhitā) - 7巻、44編から構成される。
5. ヴァージャサネーイ・サンヒター (Vājasaneyi-Saṃhitā) - 40章（アディヤーヤ）から構成される。

このうち最初の4種類は互いに近い関係にあり、黒ヤジュル・ヴェーダ(Kṛṣṇa Yajurveda)と称する。最後のヴァージャサネーイ・サンヒターは以上と異なり、白ヤジュル・ヴェーダ(Śukla Yajurveda)と呼ばれる。白ヤジュル・ヴェーダはさらにカーンヴァ派とマーディヤンディナ派の2種類に分かれるが、両者の違いは主に祭文の読み方に限られる:177。
黒ヤジュル・ヴェーダと白ヤジュル・ヴェーダのサンヒターの主要な違いは、後者が祭官が唱えるマントラ（韻文部分および散文の祭文）のみを含むのに対して、前者はマントラだけでなく神学的議論を記した部分、すなわちブラーフマナに相当する部分が含まれている点にある:170-171。したがって黒ヤジュル・ヴェーダは原則として独立したブラーフマナを持たない。タイッティリーヤ派のみはタイッティリーヤ・ブラーフマナを別に持つが、これはサンヒターに含まれるブラーフマナ相当部分に対する続編にあたる:211:192。これに対して白ヤジュル・ヴェーダはきわめて詳細なシャタパタ・ブラーフマナを独立して持っている:212-217:192-194。『黒ヤジュル・ヴェーダ』は『白ヤジュル・ヴェーダ』よりも古く成立したと考えられている:179:171。